# 락 인 리오
락 인 리오(Rock in Rio)는 브라질에서 시작된 음악 축제이다. 흔히 '리우 카니발'로 불리기도 한다.
```
축제 이름에서 알 수 있 듯이 
리우데자네이루
에서 시작되었다. 리우데자네이루에 이어 
리스본
, 
마드리드
, 
라스베가스
에서도 열리게 되었다. 브라질의 사업가이자 광고인 로베르토 메디나(Roberto Medina)가 시작·조직화했다. 독일 옥토버베스트, 일본 삿포로 눈축제와 함께 세계 3대 축제에 해당한다. 남아메리카의 최대 음악 축제이다.
```

## 역사

### 유래
유럽의 카니발에서 유래된 축제이다. 가톨릭 금욕기간인 사순절을 대비해 영양을 미리 보충하기 위한 축제를 열었다. 카니발 기간엔 마음껏 먹고 마실 수 있었다. 이때 카니발은 라틴어로 '살코기를 뜯는다'는 뜻이다. 포루투갈의 브라질 식민지 개척 이후 포르투갈인들이 브라질로 이주하면서 카니발 축제를 계속했다. 이후 아프리카 노예들의 전통 문화 '삼바'와 결합하면서 20세기 초부터 지금과 같은 삼바 퍼레이드 형태로 발전했다. 세계적인 가수들의 무대도 준비되어 있다.

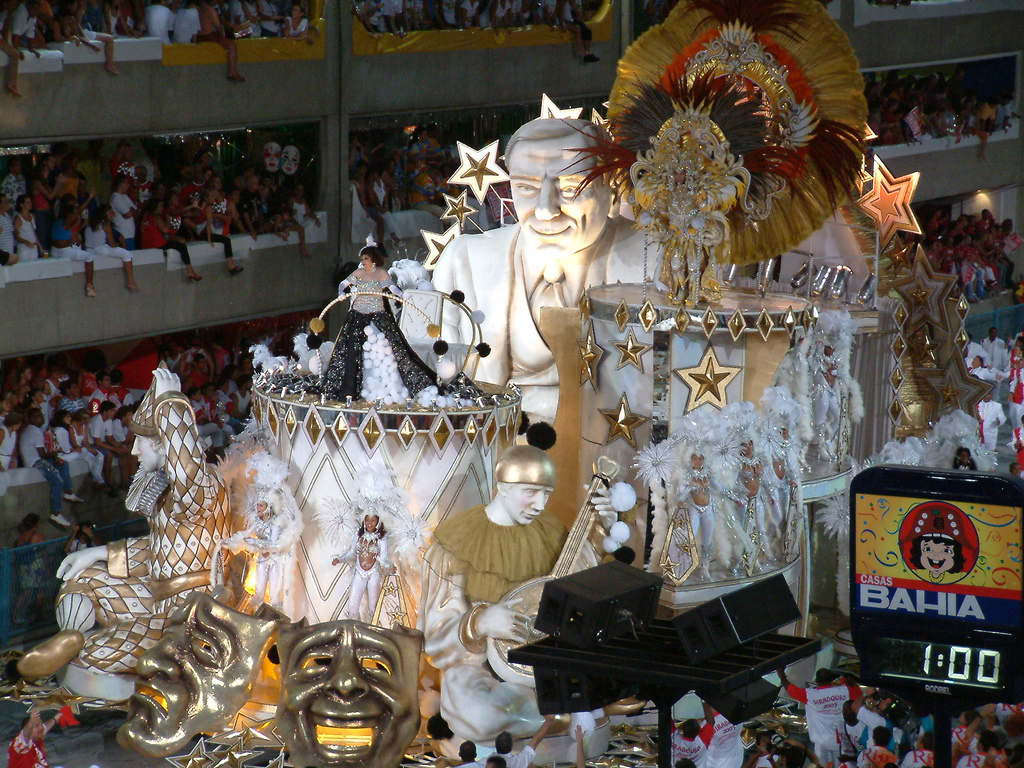
2003년 락 인 리오

| 연도 | 이름                    | 장소           |
| ---- | ----------------------- | -------------- |
| 1985 | 락 인 리오              | 리우데자네이루 |
| 1991 | 락 인 리오 II           | 리우데자네이루 |
| 2001 | 락 인 리오 III          | 리우데자네이루 |
| 2004 | 락 인 리오 리스본       | 리스본         |
| 2006 | 락 인 리오 리스본 II    | 리스본         |
| 2008 | 락 인 리오 리스본 III   | 리스본         |
| 2008 | 락 인 리오 마드리드     | 마드리드       |
| 2010 | 락 인 리오 리스본 IV    | 리스본         |
| 2010 | 락 인 리오 마드리드 II  | 마드리드       |
| 2011 | 락 인 리오 IV           | 리우데자네이루 |
| 2012 | 락 인 리오 리스본 V     | 리스본         |
| 2012 | 락 인 리오 마드리드 III | 마드리드       |
| 2013 | 락 인 리오 V            | 리우데자네이루 |
| 2014 | 락 인 리오 리스본 VI    | 리스본         |
| 2015 | 락 인 리오 VI           | 리우데자네이루 |
| 2015 | 락 인 리오 USA          | 라스베가스     |
| 2016 | 락 인 리오 리스본 VII   | 리스본         |
| 2017 | 락 인 리오 VII          | 리우데자네이루 |
| 2018 | 락 인 리오 리스본 VIII  | 리스본         |
| 2019 | 락 인 리오 VIII         | 리우데자네이루 |

## 축제 진행

### 개최 시기
매년 2월 말에서 3월 초 사이에 4~5일간 개최된다. 약 200만명이 축제에 참가하며 그 중 6만명은 세계 각지에서 모여든 관광객들이다. 브라질의 1년 관광객 수는 약 18만명으로 락 인 리오가 브라질 관광산업의 큰 부분을 차지한다.
2021년에는 코로나19의 확산으로 행사가 취소되어 브라질 경제에 막대한 손실을 유발했다.

### 개최 장소
락 인 리오의 핵심은 삼바드로모(Sambadrome Marquês de Sapucaí) 거리에서 진행되는 삼바 퍼레이드이다. 삼바드로모 거리는 오직 1년에 한 번 열리는 락 인 리오를 위한 거리로, 약 6만명을 수용할 수 있다.

### 삼바스쿨
락 인 리오의 삼바 무용수들은 축제가 개최되기 일 년 전부터 삼바스쿨에서 삼바만을 연습한다. 삼바 퍼레이드에 참여 가능한 인원은 1시간에 1팀이다. 1팀은 약 4,000명의 무용수로 구성된다. 축제 기간 중 심사를 통해 총 6팀을 선정한다. 이때 선정된 팀은 축제 마지막 날 챔피언 퍼레이드를 장식하게 된다.
리우데자네이루에는 자신들이 속한 삼바스쿨의 명예 걸고 누가 더 화려하게 추는지 경쟁

### 파벨라(Favela)
파벨라는 브라질의 대표적인 빈민가이다. 상습적인 마약과 범죄가 일어나는 지역이지만 축제 기간에는 하나의 무대로 구성된다.
"No palco, artistas de diversos gêneros levam seu talento às centenas de milhares de pessoas que passarão pela Cidade do Rock."
위 문장은 파벨라 스테이지에 대한 소개로, 락 인 리오의 다양성에 대한 관점을 보여주는 무대이다.

## 같이 보기

### 세계의 축제
- 스페인, 라스 파야스 (Las Fallas de Valencia)
- 미국, 뉴올리언스 재즈 페스티벌 (New Orleans Jazz & Heritage Festival)
- 미국, 로스앤젤레스 오토쇼 (LA Auto Show)
- 캐나다, 몬트리올 국제 재즈 페스티벌 (Montreal International Jazz Festival)
- 호주, 비비드시드니 (Vivid Sydney)
- 이탈리아, 베네치아 사육제 (Carnevale di Venezia)
- 프랑스, 아비뇽 연극제 (Festival d'Avignon)
- 영국, 에든버러 국제 페스티벌 (Edinburgh International Festival)
- 영국, 런던 댄스 엄브렐러 페스티벌 (Dance Umbrella)
- 독일, 뮌헨 옥토버페스트 (Oktoberfest)
- 일본, 삿포로 눈축제 (Sapporo Snow Festival)

## 참고 문헌
- "닷새 위해 1년 연습…'리우 카니발' 현장 속으로!", SBS 뉴스, 2017년 2월 27일 입력, https://www.youtube.com/watch?v=t0sjemXS_nc
- "브라질 '리우 카니발' 취소로 1조6000억원 손실 전망", 조선일보, 2021년 2월 8일 입력, https://biz.chosun.com/site/data/html_dir/2021/02/08/2021020800909.html

1. ↑  브라질리언이 말하길 카니발은 엄연히 다른 것이라고 한다.
2. ↑  Vitoriano, Agnes (2019년 9월 27일). “Rock in Rio 2019: conheça os espaços da Cidade do Rock” (브라질 포르투갈어). 2021년 10월 4일에 확인함.